# Mycalesis interrupta
Mycalesis interrupta är en fjärilsart som beskrevs av Smith 1889. Mycalesis interrupta ingår i släktet Mycalesis och familjen praktfjärilar. Inga underarter finns listade i Catalogue of Life.